# Matthias Andrae
Matthias Andrae (* 26. März 1961 in Berlin) ist ein deutscher Politiker der FDP.
Nach dem Besuch der Polytechnischen Oberschule absolvierte Andrae zwei Ausbildungen zum Fahrzeugschlosser und zum Meister für Transportbetriebstechnik. 
1989 trat Andrae in die CDU ein. Dort hatte er das Amt des Ortsverbandsvorsitzenden und des stellvertretenden MIT-Vorsitzenden inne, er gehörte außerdem dem Kreisvorstand an. Von 1990 bis 1999 war er Mitglied der Bezirksverordnetenversammlung in Marzahn, ab 1998 war er dort Fraktionsvorsitzender, nachdem er seit 1995 Stellvertreter war. 1999 wurde er über die Marzahner Bezirksliste in das Abgeordnetenhaus von Berlin gewählt, aus dem er im Oktober 2001 wieder ausschied. Kurz vor seinem Ausscheiden wechselte er im Juli 2001 zur FDP.